# Electrecord
Electrecord est un label discographique roumain, basé à Bucarest, fondé en 1932. Le label est dirigé par Cristina Andreescu (CEO).

## Histoire

### Époque communiste
L'entreprise est fondée en 1932 à Bucarest par Nathan Mischonzniki. Durant les premières années, les disques étaient enregistrés et fabriqués en Allemagne par Kristall Records, et sortaient sous la marque Cristal. En 1937, la société possède son studio d'enregistrement et produit ses propres disques. Afin d'éviter l’importation de disques d'Europe de l'Ouest et des États-Unis, et pour fournir des copies de certains disques sortis à l'étranger, Electrecord est nationalisé en 1948. 
Les premiers vinyles sont pressés en 1956, et la technique d'enregistrement stéréophonique est employée en 1973. 

### Période contemporaine
À partir de 1990, les employés de l'entreprise rachètent des parts de marché à l'État pour être majoritaires de la maison de disques. De nouveaux disques vinyles étaient alors encore produits. Mais ensuite, la plupart des disques publiés par Electrecord étaient soit composés d'anciens enregistrements, soit des versions remastérisées de disques. 
En juin 2017, Electrecord publie l'album Songbird de l'auteur-compositeur-interprète de pop NAVI. Electrecord dépose le bilan en 2018. Un nouveau départ avec un nouveau concept d'entreprise suit en 2020. Le dernier album publié par Electrecord est publié en décembre 2022 - l'album CD Se schimb ceva du chanteur roumain de pop Beni Mihai.